# Domedagsvapen
Domedagsvapen är (oftast) påhittade vapen av en sådan extrem karaktär att de enligt klassisk modell kan förgöra hela jorden, eller åtminstone till den grad att mänskligt liv utplånas.
Namnet kommer av den kristna trons berättelse om domedagen.

## I populärkultur
Ett fiktivt exempel på ett domedagsvapen är Dödsstjärnan i filmen Star Wars, som kunde förgöra hela planeter med en laserstråle.
I filmserien Terminator med Terminator 2 - Domedagen föreslås att maskinerna löper amok på Jorden och att artificiell intelligens uppstår i militära datorsystem vilket kan ses som ett domedagsvapen då planen sätts i verket att utplåna mänskligheten.
Ett domedagsvapen kan även sägas förekomma i bondfilmen Moonraker där det ska skickas iväg ett gift som ska utplåna alla människor på jorden, dock inga djur.